# Virginie Sarpaux
Virginie Sarpaux, née le 12 juin 1977 à Mulhouse, est une joueuse française de beach-volley et de volley-ball.

## Carrière
Elle participe avec l'équipe de France de volley-ball féminin au Championnat d'Europe de volley-ball féminin 2001 : les Françaises terminent huitièmes de l'épreuve. Elle est également médaillée de bronze aux Jeux méditerranéens de 2001. En club elle évolue notamment pour l'USSP Albi.
Elle se lance dans le beach-volley à partir de 2005. Elle remporte avec Morgane Faure la médaille d'or aux Jeux méditerranéens de 2005 à Almeria.